# Bucht von Zea
Die Bucht von Zea (griechisch Λιμένας Ζέας Liménas Zéas) ist eine Bucht an der griechischen Mittelmeerküste bei Piräus.
Während der Olympischen Sommerspiele 1896 in Athen war die Bucht Austragungsort der Schwimmwettbewerbe. Ein See- und ein Yachthafen befinden sich in der Bucht. In der Antike war dort der größte Militärhafen.